# Erik Thulin
Erik Thulin, född 1974 i Linköping, är en svensk författare och har skrivit ett femtontal böcker. Det litterära skrivandet pendlar mellan spänningsromaner, deckare, ungdomsböcker och sci-fi. Thulin är bosatt i Motala och har tidigare arbetat som journalist, polis, attackdykare och kräftfiskare. Under sina tio år inom polisyrket arbetade han bland annat som narkotikapolis och utredare innan han avslutade som operativt ansvarig för mediafrågor i polisregion Öst. Många av upplevelserna som polis och journalist har hamnat i hans böcker. 

## Bakgrund
Erik Thulin gick journalistlinjen på Södra Vätterbyggdens Folkhögskola och arbetade i åtta år som bland annat reporter och redaktör på Aftonbladet, TV3, Värnamo Nyheter, Motala Tidning och Östgöta Correspondenten. Tillsammans med en kollega startade Thulin bolaget Zeebrafink som producerade dokumentärfilmer åt SVT och några inslag åt Mitt i Naturen. Thulin gjorde mission i Kosovo som presstalesman för den svenska bataljonen och senare pressofficer på den engelska brigaden. 
Erik Thulin kom in på Polishögskolan där han arbetade på ordningen, span, utredare, deltidskälldrivare, stab samt talesperson för region Öst. Sin militära utbildning genomförde Thulin som attackdykare/kustjägare och han har arbetat som Divemaster och instruktör i Sudan, Egypten, Israel och Sverige. 